# Ruta 206 (Costa Rica)
La Ruta 206, oficialmente Ruta Nacional Secundaria 206 es una ruta nacional de Costa Rica ubicada en las provincias de San José y Cartago.

## Descripción
En la provincia de San José, la ruta atraviesa el cantón de Desamparados (los distritos de Desamparados y San Miguel).
En la provincia de Cartago, la ruta atraviesa el cantón de Cartago (el distrito de Quebradilla).
La vía posee un carril por sentido, con una velocidad máxima de 40 km/h. Su inicio es en el entronque con la ruta 209 en una intersección semaforizada.
La vía posee un alto tránsito vehicular debido al crecimiento del parque vehicular y el desarrollo urbano desordenado del distrito de San Miguel. A ambos lados de la vía se ha desarrollado el comercio de tipo servicio como: tiendas de ropa, restaurantes, supermercados, peluquerías.
Se ha intentado, por parte del gobierno, planear la ampliación de la vía para mejorar la circulación, pero sin resultados concretos.